# 史尼氏小鲃
史尼氏小鲃（学名：Puntius snyderi），又名史尼氏無鬚魮、紅目鮘、史尼氏無鬚鲃、紅目猴、牛屎鯽仔、史尼氏二鬚鲃、史尼氏二鬚魮、史尼氏小魮，为鯉科無鬚魮屬下的一个种。

## 生態
初級性淡水魚。雜食性，魚群往往聚集在單一水域裡。

## 特徵
小型魚類。成魚體長約5公分。體色鮮艷，體側胸至尾有黑斑。

## 分布
分布於溪流中下游、平緩且水質較為乾淨的水域。